# Un simple accidente
Un simple accidente (en persa: یک تصادف ساده) es una película iraní de 2025 dirigida por Jafar Panahi, ganadora de la Palma de Oro en el Festival de Cannes. La película es una coproducción entre Irán, Francia y Luxemburgo. Una vez más, Panahi, crítico con la república islámica y encarcelado en varias ocasiones, realizó la película sin permiso oficial de rodaje de las autoridades iraníes.
La película ganó la Palma de Oro en el Festival Internacional de Cine de Cannes de 2025, donde se estrenó en mayo de 2025.

## Argumento
«Lo que empieza como un accidente sin importancia pone en marcha una serie de consecuencias que van en aumento».

## Producción

### Antecedentes

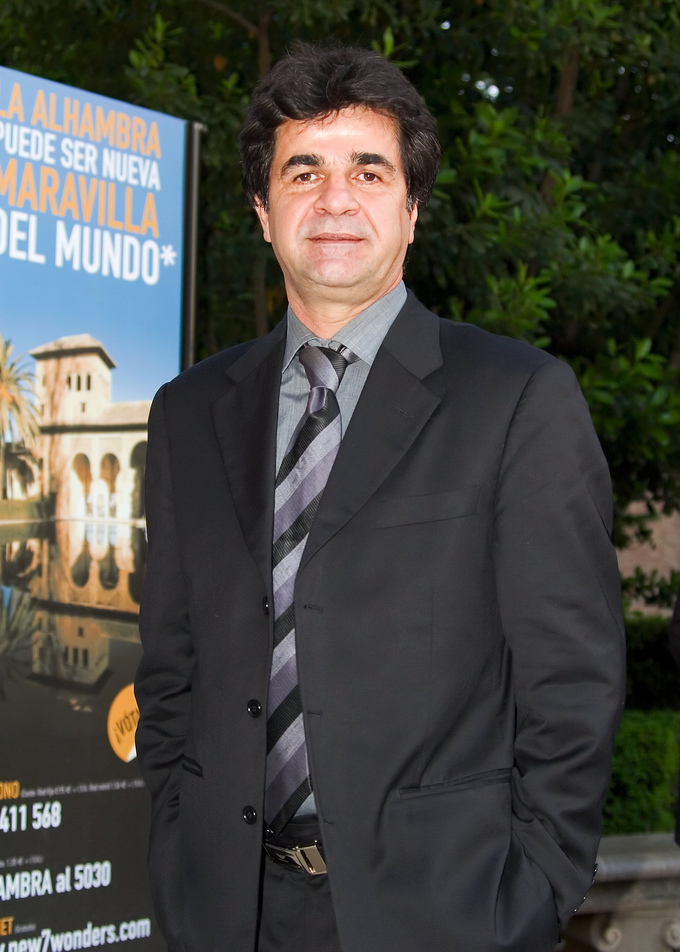
Jafar Panahi en 2007

Un simple accidente es una película de Jafar Panahi, uno de los directores iraníes más conocidos. En el pasado, había criticado repetidamente en sus obras la política de la República Islámica. Panahi fue detenido en 2022 tras ser condenado en 2010 a una pena de seis años de prisión y 20 años de prohibición de trabajar. En aquel momento aún no había comenzado a cumplir su pena de prisión. Esta decisión fue muy criticada internacionalmente. Tras casi siete meses detenido, Panahi fue puesto en libertad a principios de febrero de 2023, después de que, a sus 65 años, iniciara una huelga de hambre. A pesar de su prohibición de trabajar, siempre había conseguido completar proyectos cinematográficos en Irán y estrenarlos en el extranjero. Más recientemente, en su ausencia, su película No Bears (2022) se proyectó en la competición principal del Festival Internacional de Cine de Venecia de 2022 y ganó allí el Premio Especial del Jurado.

### Financiación y rodaje
Un simple accidente fue producida por el propio Panahi en colaboración con Philippe Martin para Les Films Pelléas, una empresa con sede en París que produjo la película Anatomía de una caída de Justine Triet, ganadora de la Palma de Oro. La película fue coproducida por Bidibul Productions (Luxemburgo) y Pio & Co (Francia). La postproducción se realizó en Francia. Según un informe de la emisora de la oposición Radio Farda, para “'Un simple accidente”' Panahi volvió a rodar sin permiso de rodaje de la república islámica. También se dice que las actrices de la película no llevan el hiyab, obligatorio para las mujeres según la ley iraní.

## Estreno
Un simple accidente fue seleccionada para competir por la Palma de Oro en el Festival Internacional de Cine de Cannes de 2025, donde se estrenó mundialmente en mayo de 2025. La película fue descrita como un «misterio herméticamente guardado» tras su anuncio en Cannes. Thierry Frémaux, delegado general del festival, explicó a principios de abril que quería que no se filtrara nada. La obra de Panahi apareció por última vez en Cannes en 2021 con el documental ómnibus The Year of the Everlasting Storm, presentado como Proyección Especial. Según Variety, es poco probable que Panahi viaje a Cannes para el estreno.
Las ventas internacionales corren a cargo de mk2 Films. Está previsto que Memento Distribution estrene la película en Francia el 10 de septiembre de 2025, bajo el título Un simple accident.

## Recepción

### Premios
| Premio             | Fecha              | Categoría    | Nominado(s)  | Resultado | Ref.   |
| ------------------ | ------------------ | ------------ | ------------ | --------- | ------ |
| Festival de Cannes | 24 de mayo de 2025 | Palma de Oro | Jafar Panahi | Ganador   | [ 10 ] |